# Saint-Brice (Orne)
Saint-Brice település Franciaországban, Orne megyében. Lakosainak száma 149 fő (2022. január 1.). Saint-Brice Avrilly, Ceaucé, Domfront en Poiraie és Torchamp községekkel határos.

## Népesség
A település népessége az elmúlt években az alábbi módon változott:
| Lakosok száma | 166  | 158  | 157  | 153  | 152  | 150  | 149  | 149  | 149  |
|               | 2013 | 2015 | 2016 | 2017 | 2018 | 2019 | 2020 | 2021 | 2022 |